# 李永悌
李永悌（1916年—2007年），男，四川宣汉人，中华人民共和国军事人物，中国人民解放军少将，曾任中国人民解放军总参谋部三部副部长。